# Bardowie Castle

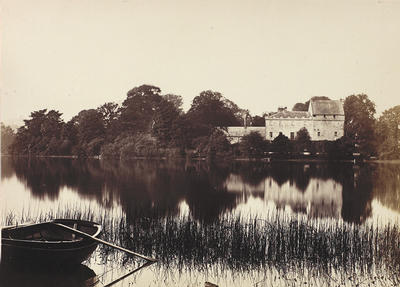
Bardowie Castle

Bardowie Castle ist ein Tower House nahe der schottischen Stadt Milngavie in der Council Area East Dunbartonshire. Es liegt östlich der Stadt am Nordufer des kleinen Sees Bardowie Loch. 1973 wurde das Gebäude in die schottischen Denkmallisten in der höchsten Kategorie A aufgenommen.

## Beschreibung
Auf den Ländereien existierten bereits Vorgängerbauten des Clans Galbraith. Im 15. Jahrhundert sprach Duncan, Earl of Lennox dem Clan Hamilton die Ländereien zu. Ein wahrscheinlich nur wenige Jahre zuvor erbauter Turm wurde dort erstmals 1532 erwähnt. Bei dem heutigen Bardowie Castle, das die Hamiltons of Bardowie um 1566 fertigstellten, könnte es sich um eine Erweiterung dieses Turmes handeln. Er besteht aus Bruchstein und erhebt sich von einer Grundfläche von 9,8 m Länge und 8,2 m Breite. Die Mauerstärke variiert zwischen 1,95 m und 2,5 m. Sowohl im 17. als auch im 18. und 19. Jahrhundert wurde das Tower House erweitert. Im Laufe der Jahrhunderte gelangte Bardowie Castle in den Besitz des Clans Buchanan, von welchem es bis ins 20. Jahrhundert genutzt wurde. Der Motivationstrainer Jack Black erwarb das Anwesen und restaurierte es zu einem geschätzten Preis von insgesamt einer Million Pfund. Nachdem ein Antrag auf Nutzung von Bardowie Castle als Sitz des Softwareunternehmens seiner Ehefrau abschlägig beschieden wurde, schrieb Black das Gebäude für 1,2 Millionen Pfund zum Verkauf aus. 2004 war schließlich ein Käufer gefunden, der es für etwa eine Million Pfund erwarb.